# Dalarna
Dalarnaⓘ [ˈdɑːˌlɑːɳa] (Dalekarlien) ist eine historische Provinz (schwedisch landskap) im Herzen von Schweden. Die Grenzen stimmen annähernd mit denen der heutigen Provinz Dalarnas län überein.

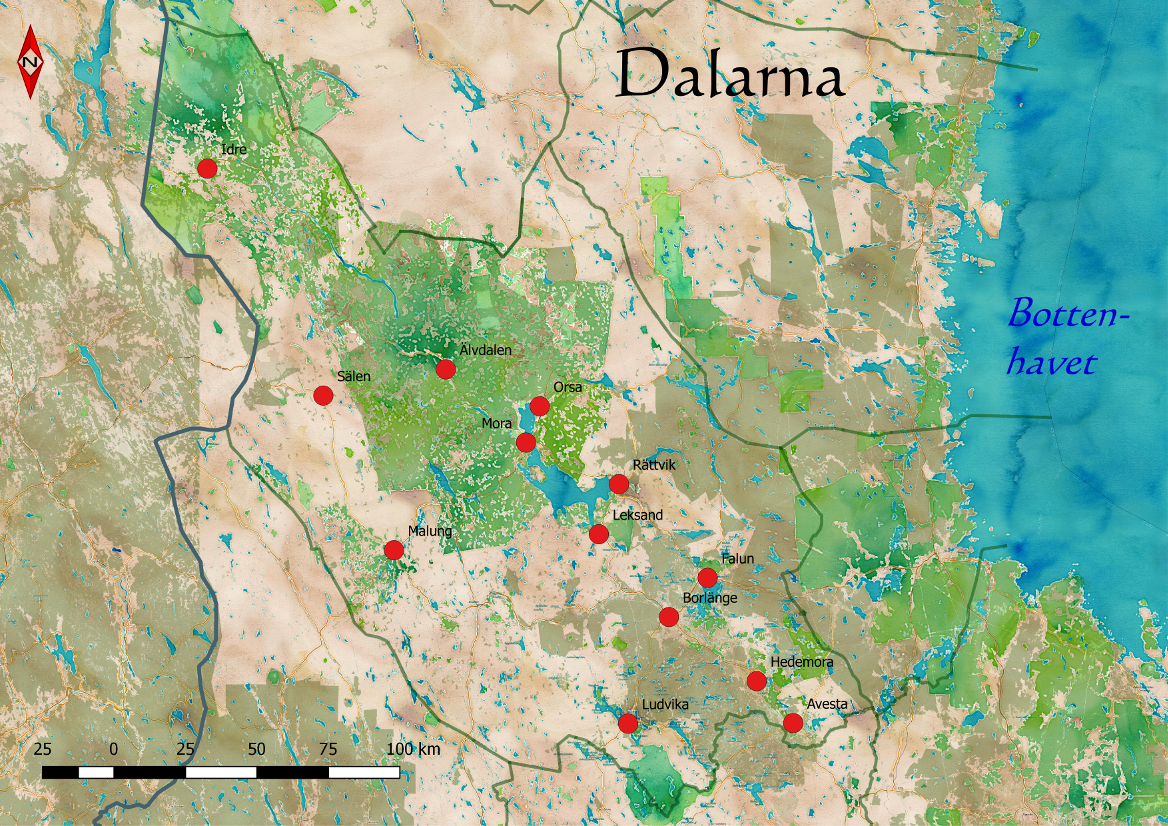
Karte

Dalarna bedeutet „die Täler“, was sich auf die waldreiche, hügelige Landschaft rund um den Siljansee und den Dalälven beziehen lässt. Die Bewohner Dalarnas – die Dalkarlar bzw. Masar (männlich) und Dalkullor (weiblich) – sprechen den Dialekt Dalmål.
Dalarna ist geprägt durch die Holzindustrie, die zentralen Regionen profitieren vom innerschwedischen Tourismus. Eine typische Veranstaltung der Region ist der Wasalauf, ein Skilanglauf von Sälen nach Mora.

## Geographie
Zentralorte sind die industriell geprägten Städte Borlänge und Falun; letzteres ist auch für sein Kupferbergwerk und die Austragung von Wintersportwettkämpfen bekannt. Der Süden Dalarnas gehört zum historischen Bergbaugebiet Bergslagen.
Das touristische Zentrum der Region bildet jedoch der inmitten einer idyllisch-ländlichen Umgebung gelegene Siljansee, mit den größeren Orten Leksand, Rättvik und Mora, die alle am Ufer des Sees liegen. Der Westen Dalarnas wird von Fjälls beherrscht, hier finden sich populäre Wintersportzentren wie Sälen und Idre, das nach Åre das zweitgrößte Schwedens ist, wo auch ab und an schwedische Ski-Meisterschaften abgehalten werden. Nördlich des Siljan erstreckt sich die Orsa Finnmark, eine kaum bewohnte, abgelegene Waldregion, deren Name an die einst dort siedelnden Waldfinnen erinnert.

## Geschichte

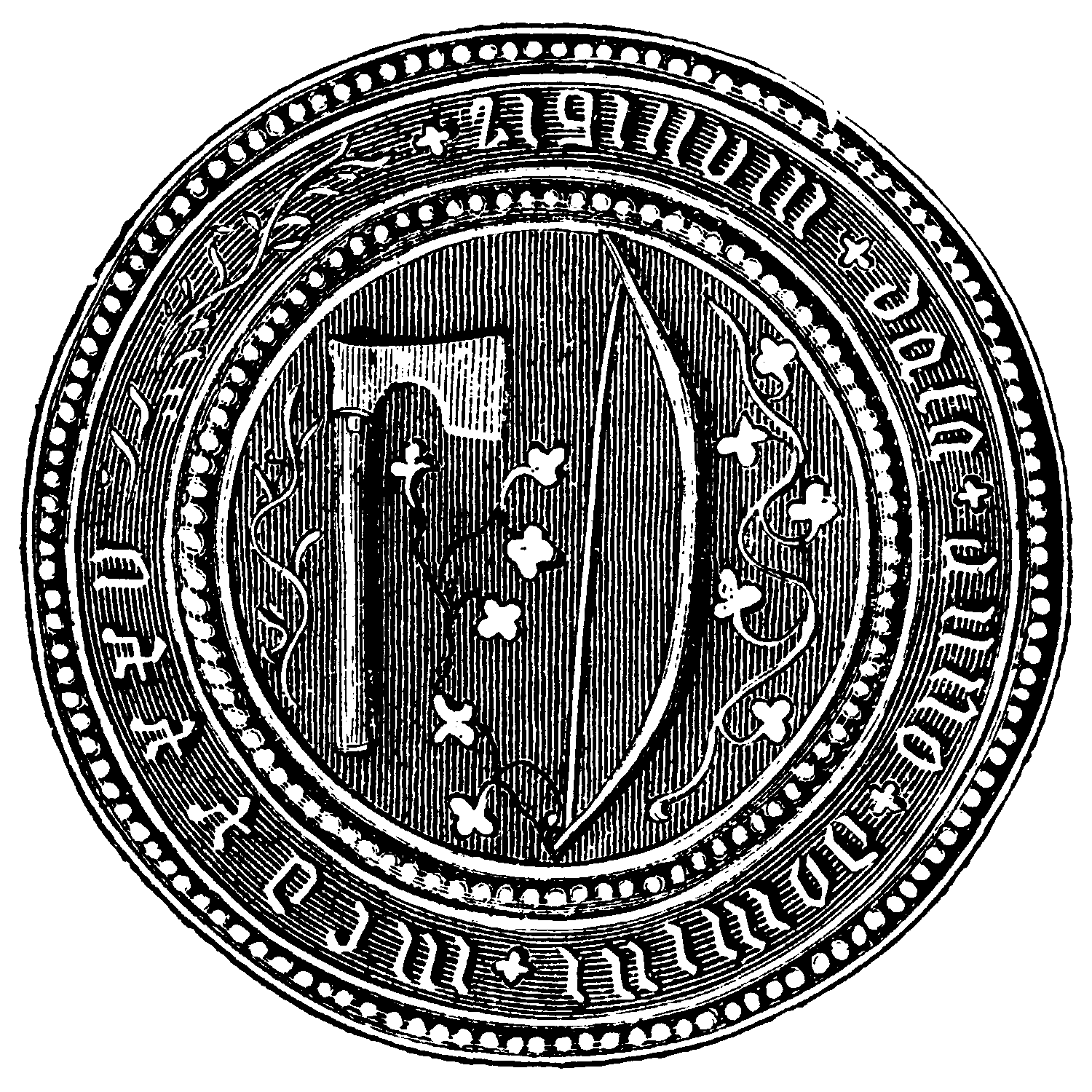
Dalarnas ältestes Siegel aus dem Jahr 1435

Erstmals erwähnt wird Dalarna 1177 in der Sverresaga, wo die Provinz Järnbäraland („Eisen tragendes Land“) genannt wird, ein Hinweis auf die frühen Bergbauaktivitäten. Dalarna wird als heidnisches Land beschrieben, das dem König der Svear untertan war.
Im 15. und 16. Jahrhundert war Dalarna die Hochburg des antidänischen Nationalbewusstseins in Schweden. Von hier aus breitete sich der gegen die Union mit Dänemark gerichtete Engelbrekt-Aufstand bis 1436 über ganz Schweden aus. Reichsverweser Karl Knutsson Bonde ließ Engelbrekt zwar ermorden, aber auch er stützte sich in den innerschwedischen Machtkämpfen und Auseinandersetzungen mit Dänemark auf die „Dalekarle“ aus Dalarna. Während der Dänisch-Schwedischen Kriege von 1468/69, 1470/71 und 1497–1500 bildeten die freien Bauerkrieger aus Dalarna das Rückgrat der Heere der Reichsverweser Sten Sture und Svante Sture, und zu Beginn des Schwedischen Befreiungskrieges (1520–1523) flüchtete Gustav I. Wasa vor den Dänen nach Dalarna, wo er die traditionell aufrührerische Bevölkerung zum Kampf gegen die Fremdherrschaft überreden konnte. Mit den Kämpfern aus Dalarna gelang ihm schließlich die Vertreibung der Dänen, und er wurde zum schwedischen König gewählt. Zum Andenken an eine Episode dieser Geschehnisse findet heute jährlich der Wasalauf statt. Zwischen 1524 und 1534 erhoben sich die traditionell rebellischen „Dalekarlier“ in mehreren Aufständen allerdings auch gegen Gustav I. Wasa. Noch einmal, 1743, erhoben sie sich gegen die Landbesitzer und die in Stockholm herrschenden Adelsfraktionen, doch 1788–1790 unterstützten sie König Gustav III. im Kampf gegen Russen, Dänen und die Intrigen des Adels.
2017 erhielt Prinz Gabriel von Schweden, der zweite Sohn von Prinz Carl Philip und Prinzessin Sofia, den Titel eines Herzogs von Dalarna.

## Wappen
Beschreibung: In Blau zwei goldene gekreuzte Pfeile mit silberner Spitze, über denen eine goldene Krone schwebt.

## Brauchtum
In Dalarna gibt es eine lebendige Brauchtumspflege, z. B. gibt es viele regionale Varianten der traditionellen Tracht, die zu besonderen Anlässen wie dem Aufrichten der Majstång zu Midsommar getragen wird.
Die Tracht Dalarnas sieht folgendermaßen aus: Beide Geschlechter tragen langes Haar, das über die Schultern herabhängt. Die Männer tragen einen niedrigen, runden Hut mit breitem Rand, weiße oder blaue Überröcke, blaue Strümpfe und Schuhe, im Winter Pelze; Frauen und Mädchen weiße leinene Jacken und Häubchen, weiße stehende Halskragen, farbige wollene Schürzen und rotwollene Strümpfe. Die Schuhe haben hohe Absätze und meist Sohlen aus Birkenrinde.
Die Volksmusik hat eine große Bedeutung; jedes Jahr findet in Rättvik ein überregionales Volksmusikfestival Musik vid Siljan statt.
Dalarna ist auch ein Zentrum der folkloristischen Handwerkskunst. Die in Nusnäs gefertigten Dalapferde (Dalahästar) sind heute ein Symbol für ganz Schweden. Auch die typische rote Farbe der schwedischen Holzhäuser, die Falu rödfärg, stammt aus Dalarna.
In der Region um Älvdalen im Nordwesten Dalarnas existiert eine lokale Sprachvariante, das Älvdalische, das viele altertümliche Besonderheiten aufweist.

## Kunst und Kultur
Zahlreiche schwedische Künstler stammen aus Dalarna. Der populärste ist sicherlich der Maler Carl Larsson (1853–1919), sein Künstlerheim Sundborn ist heute ein Museum. Carl Larssons Kollege und Freund war Anders Zorn (1860–1920), auch sein Heim Zorngården in Mora kann besichtigt werden.
Der Dichter Erik Axel Karlfeldt (1864–1931) wurde vor allem durch seine heimatbezogenen romantischen Gedichte bekannt, von denen einige auch als Lieder populär wurden. Der Karlfeldtsgården (auch Tolvmansgården) in der Nähe von Avesta ist auch ein Museum.
Nicht weit über die Grenzen Schwedens bekannt wurde der Arbeiterdichter und Lyriker Dan Andersson (1888–1920). Im August jedes Jahres wird er mit einer Dan-Andersson-Woche in Ludvika geehrt.
Ein berühmter Sohn der Provinz ist der aus Borlänge gebürtige Operntenor Jussi Björling (1911–1960), einer der bedeutendsten Sänger des 20. Jahrhunderts. Er ist auch ein halbes Jahrhundert nach seinem Tod noch sehr populär. Selbst Henning Mankells Kommissar Wallander hört gern alte Aufnahmen des Künstlers.
Selma Lagerlöfs Roman Anna Svärd (dt.: Anna, das Mädchen aus Dalarne) schildert das Leben der Männer und Frauen aus Dalarna, die als Hausierer im Schweden des 19. Jahrhunderts ihr Leben fristeten. Er ist der dritte Teil einer Romantrilogie, die zwischen 1925 und 1928 erschien und von dem Schicksal der fiktiven Familie Löwensköld erzählt. Auch Selma Lagerlöfs Roman Jerusalem spielt zu großen Teilen in Dalarna und handelt vom Leben der dortigen Bauern.
Der Film Zurück nach Dalarna! (S 2004) von Maria Blom spielt zu großen Teilen in Dalarna und wurde in der Nähe von Rättvik gedreht. Er thematisiert die langsame und stete Abwanderung von Bevölkerungsteilen aus ländlichen Gebieten in die städtischen Zentren, vor allem nach Stockholm.
In der Nähe von Rättvik wurde 1993 in einem alten Kalksteinbruch die Freilichtbühne Dalhalla angelegt. Inzwischen fasst das Theater 4.000 Zuschauer. Im Sommerhalbjahr werden klassische und moderne Musikveranstaltungen vorgeführt.
Die schwedische Indie-Rock-Band Mando Diao stammt aus Borlänge und hat einen ihrer Songs nach der Landschaft benannt.

## Landschaftssymbole
Als „Landschaftssymbole“ gelten:
- Blume: Wiesen-Glockenblume und Rundblättrige Glockenblume
- Tier: Uhu
- Fisch: Elritze
- Pilz: Sand-Röhrling
- Stein: Porphyr

## Sonstiges
Der älteste Baum der Welt – gemäß Kohlenstoff-14-Datierung – ist mit 9550 Jahren die Fichte Old Tjikko im Fulufjäll in Dalarna.

## Bilder

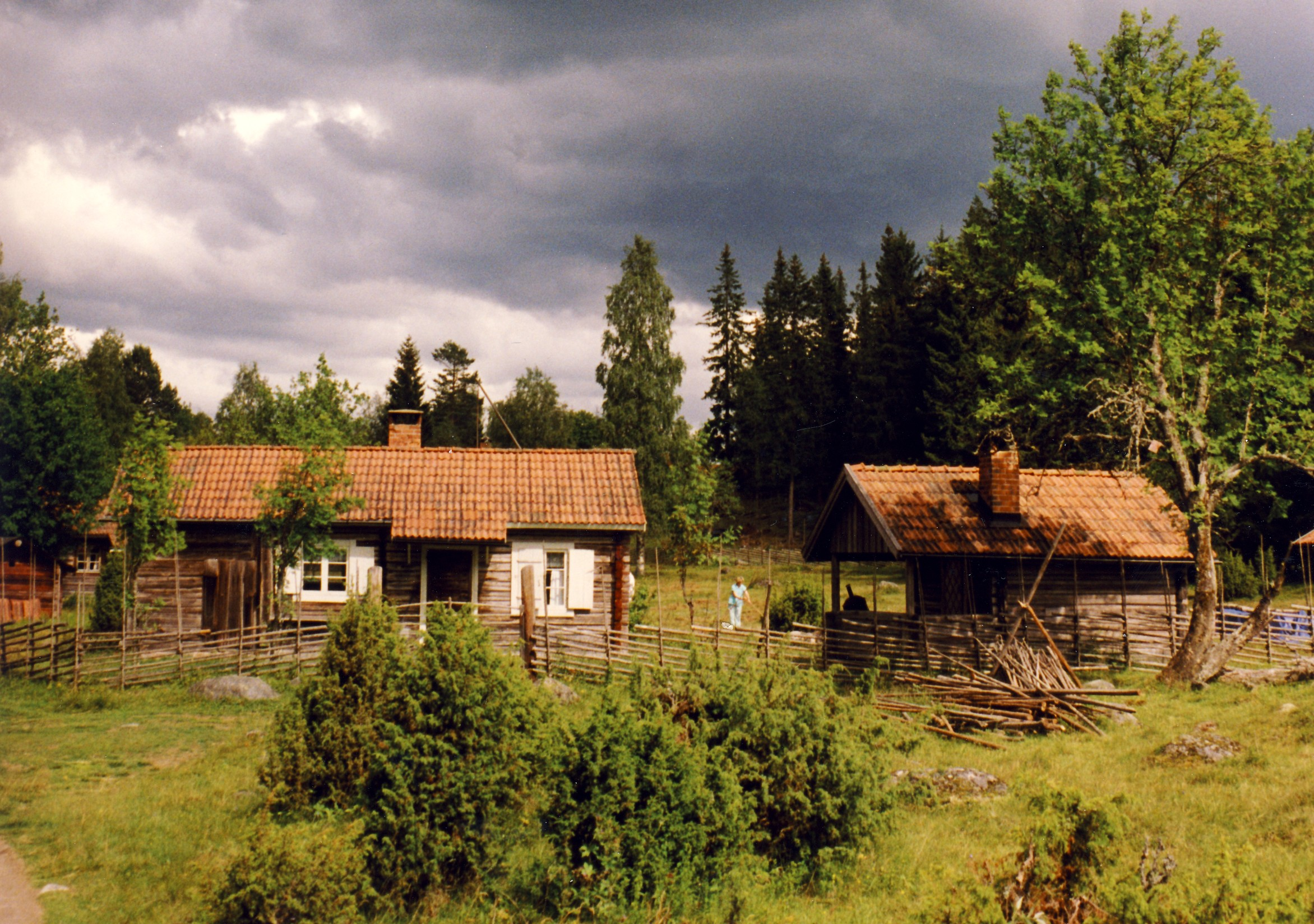
Sennerei Bastbergets fäbodar südliches Dalarna
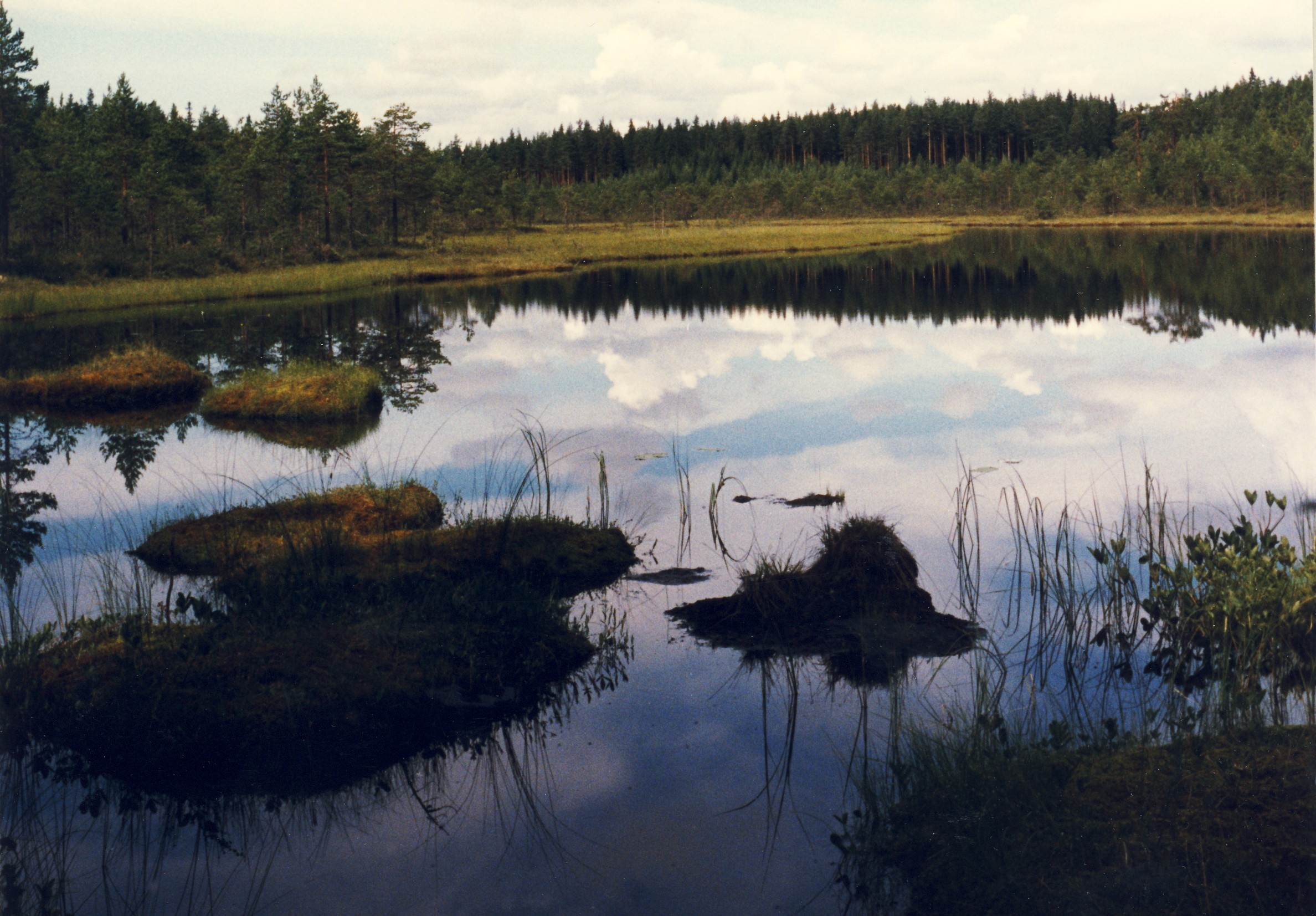
Typische Sumpflandschaft
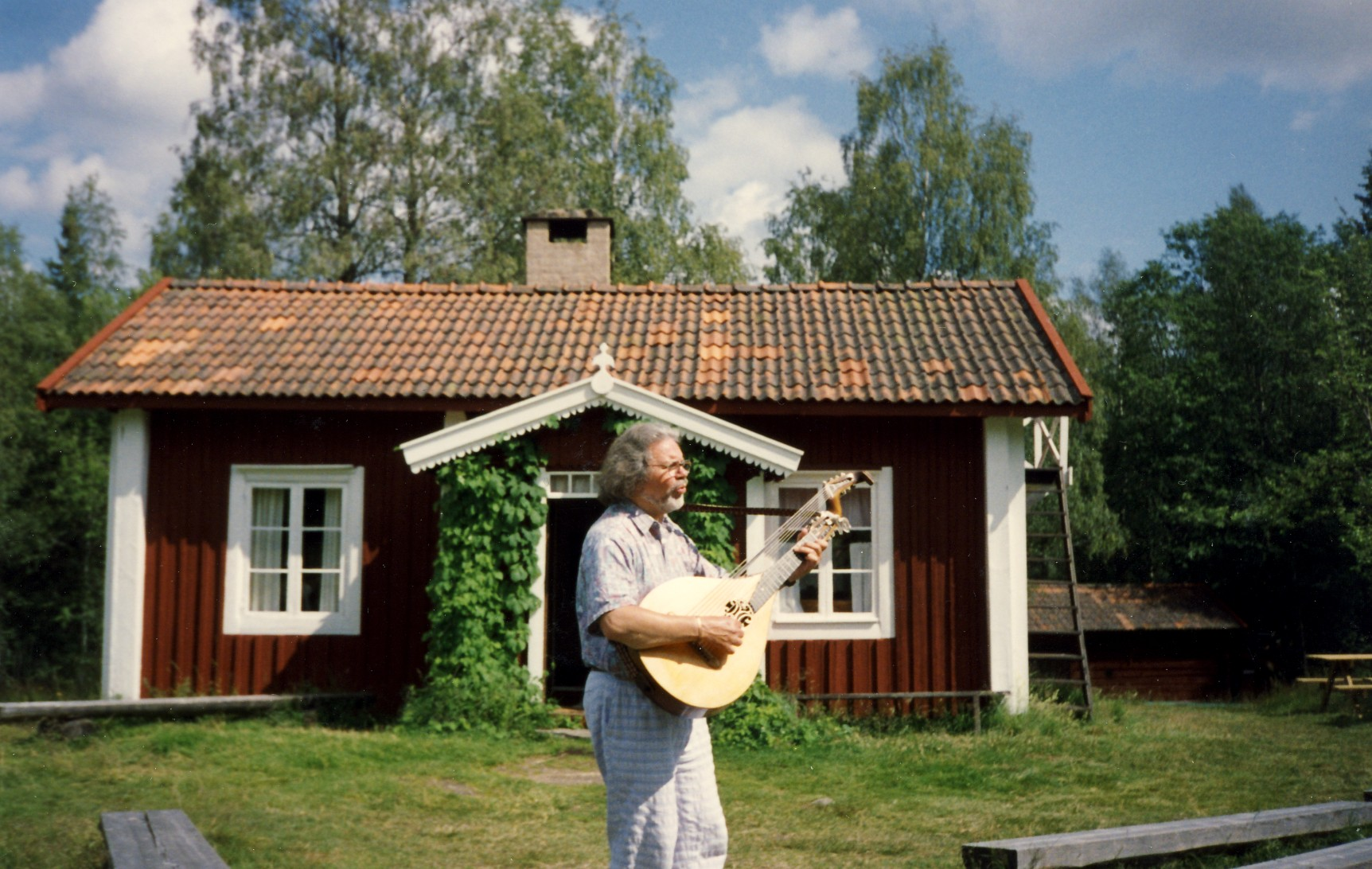
Dan Anderssons Luossastugan
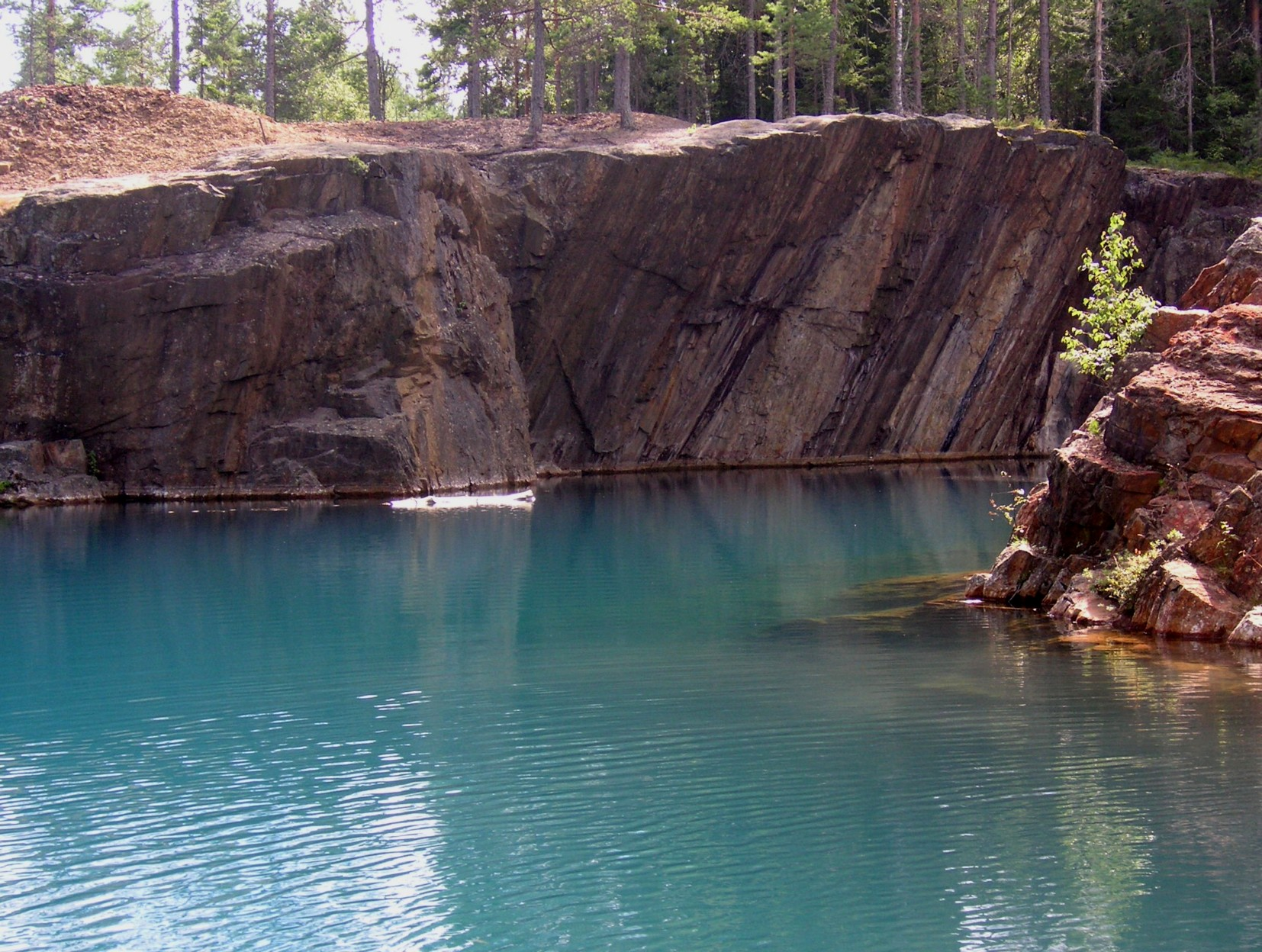
Silbergrube Silverringen
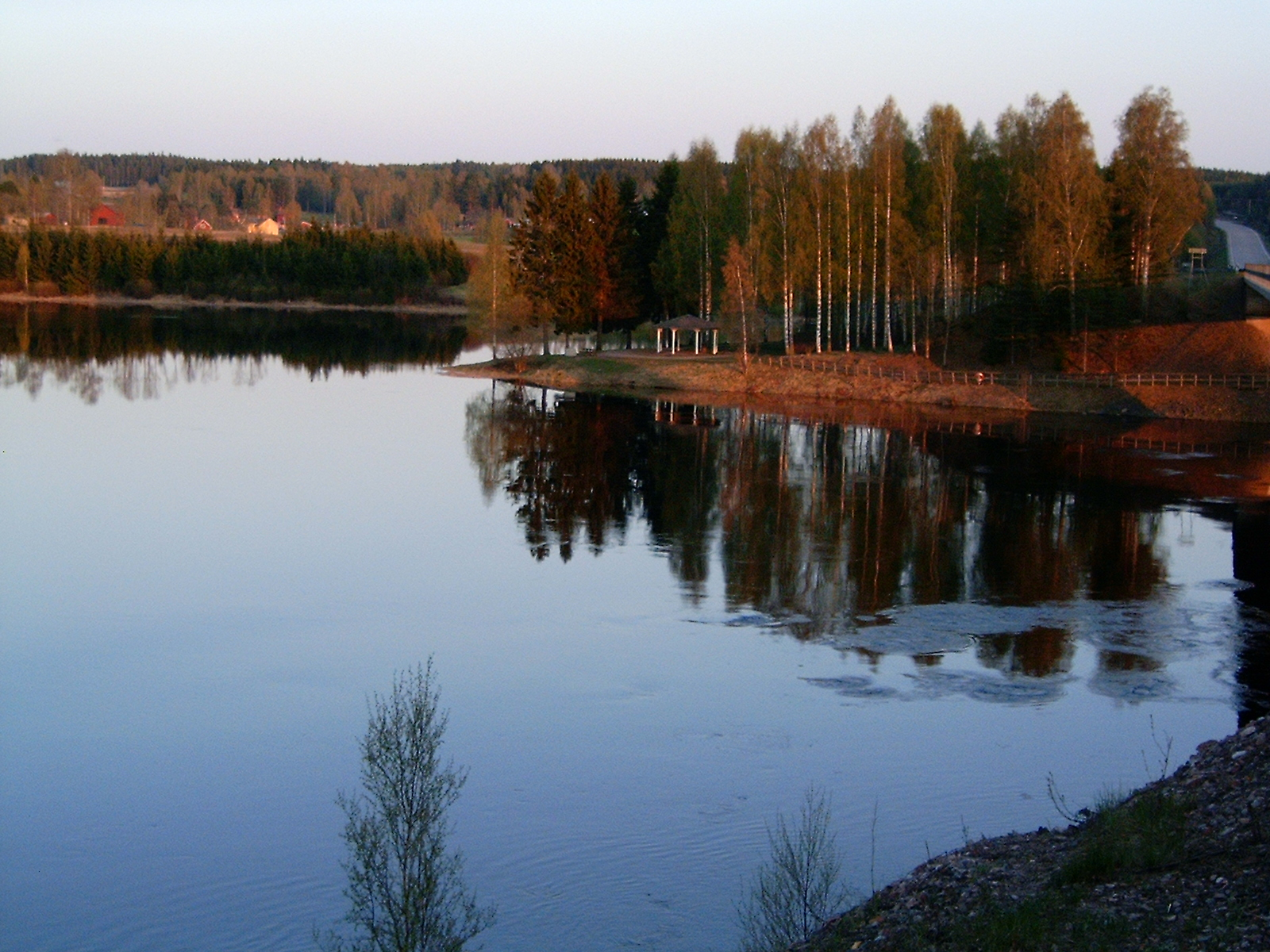
Dalälven zwischen Avesta und Hedemora
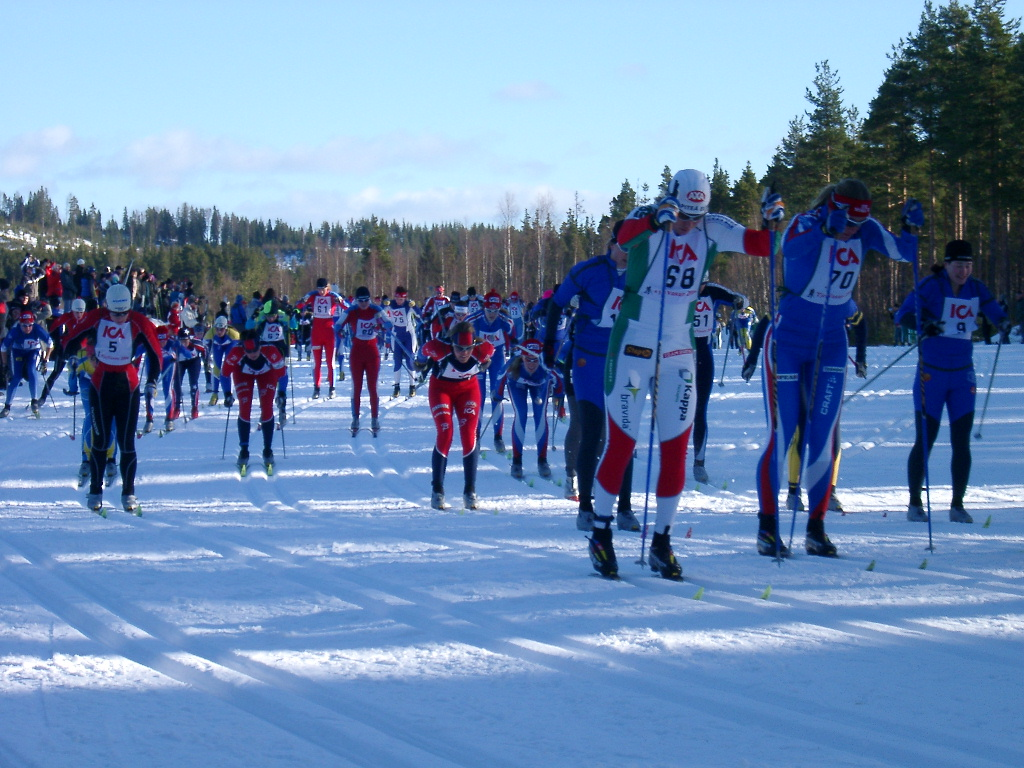
Damen-Vasaloppet 2006
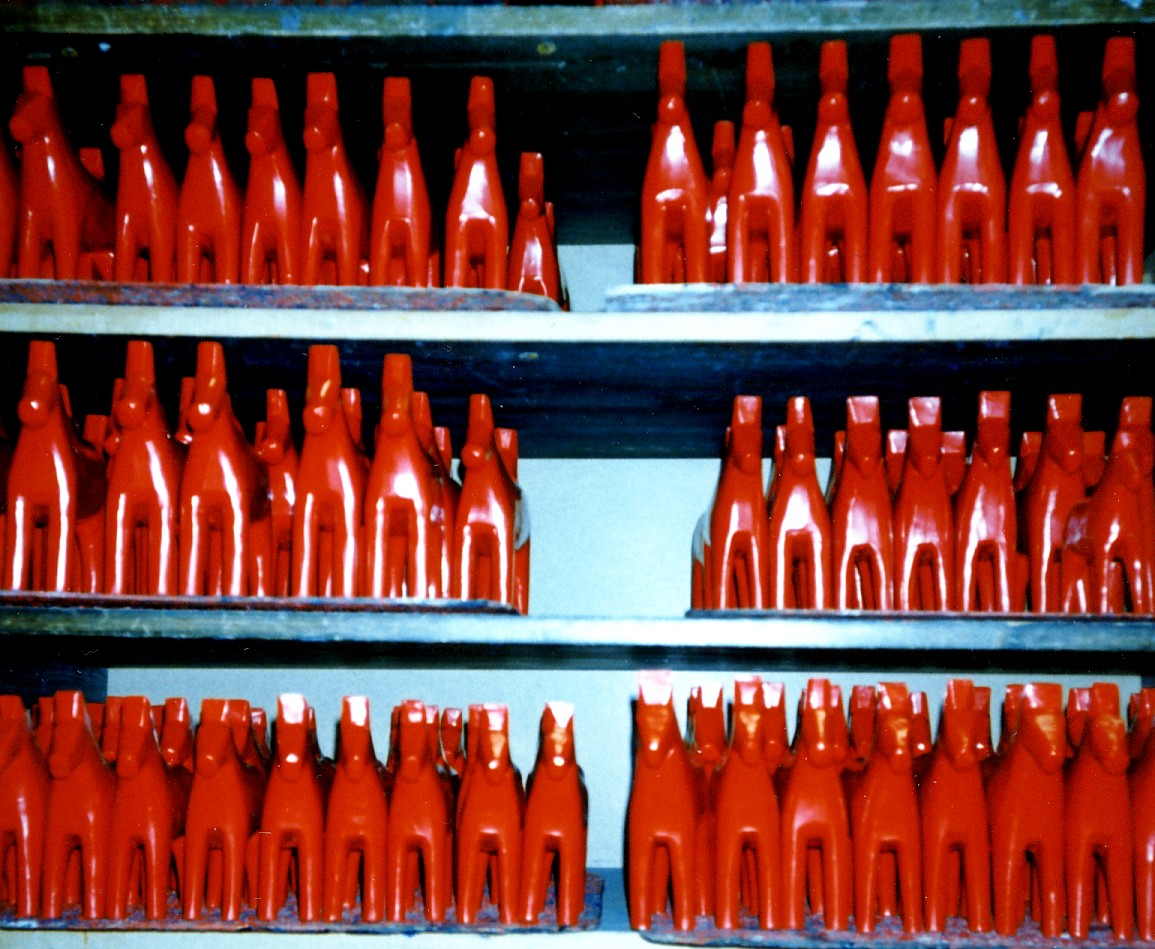
Dalahästherstellung in Nusnäs
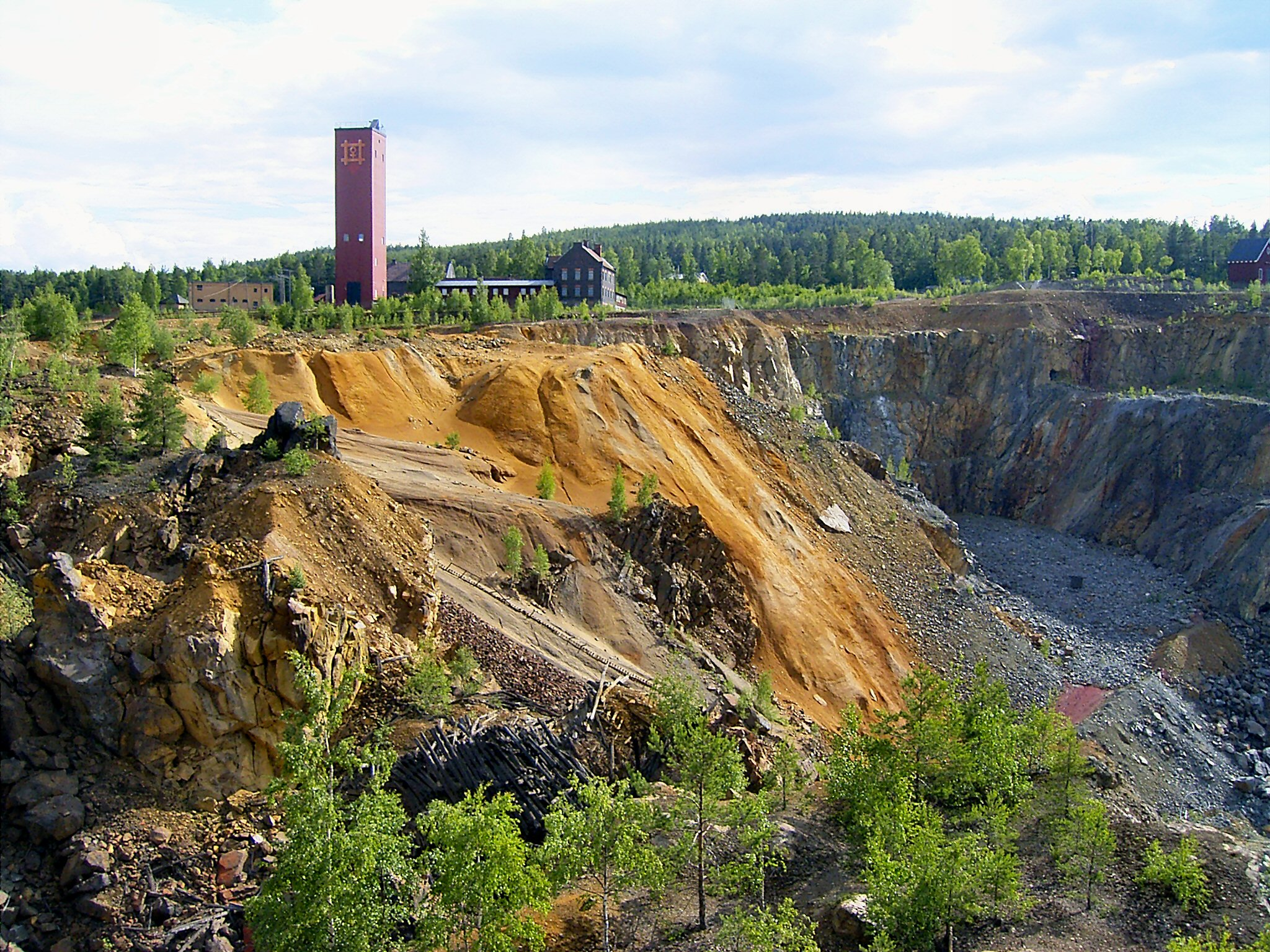
Falu koppargruva Stora stöten
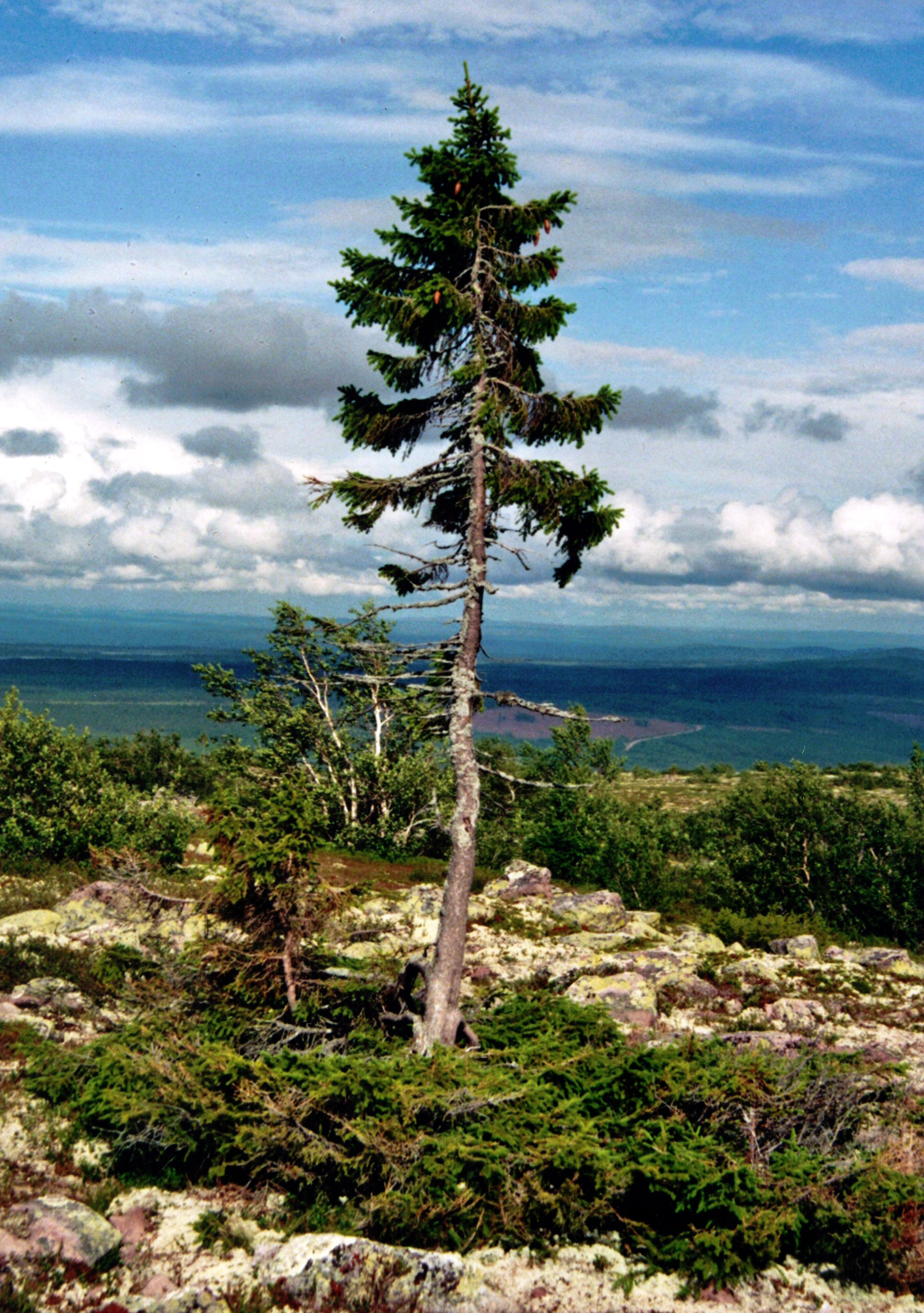
Old Tjikko (ältester Baum der Welt)